# 弦楽四重奏曲第38番 (ハイドン)
弦楽四重奏曲第38番 変ホ長調 作品33-2, Hob. III:38 は、フランツ・ヨーゼフ・ハイドンが1781年に作曲した弦楽四重奏曲である。偽作（作品7）や編曲作品を除くと第30番であり、第4楽章のユーモアある終わり方から『冗談』（Der Scherz）という愛称で親しまれている。
まとめて出版された『ロシア四重奏曲』（作品33）の2曲目であることから、『ロシア四重奏曲第2番』とも呼ばれる（作曲の経緯については、「ロシア四重奏曲」の項を参照のこと）。

## 曲の構成
全4楽章、演奏時間は約20分。
- 第1楽章 アレグロ・モデラート
変ホ長調、4分の4拍子、ソナタ形式。
お使いのブラウザーでは、音声再生がサポートされていません。音声ファイルをダウンロードをお試しください。
簡潔ながらも、よく整い美しい均衡を保ったソナタ形式である。

- 第2楽章 スケルツォ：アレグロ - トリオ
変ホ長調、4分の3拍子。
お使いのブラウザーでは、音声再生がサポートされていません。音声ファイルをダウンロードをお試しください。
お使いのブラウザーでは、音声再生がサポートされていません。音声ファイルをダウンロードをお試しください。

- 第3楽章 ラルゴ・ソステヌート
変ロ長調、4分の3拍子、変奏曲形式。
お使いのブラウザーでは、音声再生がサポートされていません。音声ファイルをダウンロードをお試しください。
歌謡風の旋律と、シンコペーションを伴った2つの旋律を主題とする変奏曲。

- 第4楽章 フィナーレ：プレスト
変ホ長調、8分の6拍子、ロンド形式。
お使いのブラウザーでは、音声再生がサポートされていません。音声ファイルをダウンロードをお試しください。
ユーモアある終わり方で知られる。